# Trinity College (Dublín)
Trinity College, Dublin (TCD), o formalment College of the Holy and Undivided Trinity of Queen Elizabeth near Dublin (Col·legi de la Santa i Indivisible Trinitat de la Reina Elisabet a la vora de Dublín), va ser fundat el 1592 per la Regina Elisabet I d'Anglaterra, i és l'únic col·legi constituent de la Universitat de Dublín, la universitat més antiga d'Irlanda. El Trinity està situat al carrer College Green oposat a les antigues «Cases Irlandeses del Parlament» (ara una sucursal del Banc d'Irlanda). El campus ocupa 190.000 m², amb molts edificis atractius, tant nous com vells, centrats al voltant de grans patis i dos camps de joc.
El col·legi i la universitat són efectivament un, i són usualment referits com aquest col·lectivament com a «University of Dublin», «Trinity College». La principal excepció a això és l'atorgament de graus; el col·legi proveeix tots els programes i el personal acadèmic són membres d'ell, però la universitat confereix el grau.

## Situació
Malgrat la seva situació al centre urbà de la capital de Dublín, manté una forta atmosfera estudiantil. Això és en gran part a causa del disseny compacte del seu campus. Els edificis principals miren cap a endins i hi ha un petit nombre de portes públiques. L'illa principal del campus és d'aproximadament 190.000 m², incloent el Trinity College Enterprise Centre. Hi ha 200.000 m² d'edificis, incloent arquitectures històriques i edificis moderns.
Addicionalment al superb campus en el centre de la ciutat, Trinity també incorpora els edificis de la Facultat de Ciències de la Salut ubicats a l'Hospital Escola de St. James i l'Adelaide i Meath incorporant a l'Hospital Nacional Infantil, Tallaght. El Trinity Centre a l'Hospital St. James va ser recentment acabat i incorpora aules d'ensenyament addicionals així com l'Institut de Medicina Molecular i l'Institut per a la Leucèmia John Durkan.
El nombre d'estudiants s'ha incrementat en les últimes dues dècades, amb un total d'inscripcions que supera el doble de les places disponibles, aconseguint que hi hagi una certa pressió als recursos disponibles. Molts estudiants viuen en el campus, o en Trinity Hall a Dartry, a quatre quilòmetres al sud del campus a la ciutat, però un gran nombre viu fora de la universitat. Els estudiants estrangers o d'intercanvi tenen prioritat quan s'assignen els llocs al campus i al Trinity Hall. L'edifici de Trinity Hall dona llar a mil estudiants, dels quals la majoria estan en el seu primer any. Estudiants de postgrau, internacionals i d'altres que continuen els seus estudis també ocupen cambres aquí.

## Estudiants destacats
- Eímear Noone, compositora i directora d'orquestra irlandesa